# Alberto Acosta Espinosa
Alberto José Acosta Espinosa (Quito, 21 de julio de 1948) es un economista y político ecuatoriano de izquierda. Acosta a lo largo de su carrera ha mantenido un perfil intelectual de izquierda, simpatizando con el marxismo, el movimiento antiglobalización y el antiminero. 
Fue uno de los redactores del plan de gobierno de Alianza PAIS, que procura instaurar gradualmente un estado socialista en Ecuador. Posteriormente fue Ministro de Energía y Minas, y luego presidente de la Asamblea Nacional Constituyente cargo del que se retió por pugnas de poder al interior de su partido. Actualmente no forma parte del gobierno de Rafael Correa a pesar de ser uno de los principales ideólogos de la Revolución Ciudadana, se ha vuelto un crítico frontal del gobierno del Ecuador, del actuar del presidente Rafael Correa, el Yasuní ITT y para enero del 2011 se ha mostrado claramente contrario a la eventual consulta popular convocada por el primer mandatario, pues dichas reformas, que a su juicio son anticonstitucionales y atentan contra el proyecto original de la Revolución Ciudadana.
Fue candidato a la presidencia de Ecuador para las elecciones de 2013 por la Unidad Plurinacional de las Izquierdas, una coalición de partidos políticos y movimientos sociales de extrema izquierda, y socialistas en oposición al actual gobierno.

## Biografía
Graduado en Economía Industrial (Diplom-Betriebswirt), especialidad en Comercio Exterior y Mercadeo. Diplomado en Economía (Diplom-Volkswirt), especialidad Economía Energética, de la Universidad de Colonia, Alemania.
Antes de ser nombrado ministro de Energía y Minas del Ecuador, se desempeñaba como investigador del Instituto Latinoamericano de Investigaciones Sociales (ILDIS). Es uno de los coautores y coordinadores del libro Asedios a lo Imposible: Propuestas Económicas en Construcción, junto a Rafael Correa, Fander Falconí, Jeannette Sánchez, Pedro Páez Pérez, y otros autores.
Tras su paso por la Asamblea Constituyente que redactó una nueva constitución en el país, volvió a la vida académica, a su cátedra en FLACSO, a la publicación de libros como “La Maldición de la Abundancia” en los que expone su posición anti-extractivista, en contra de la minería y explotación petrolera en el Ecuador.
Es sobrino-nieto del 5 veces Presidente José María Velasco Ibarra y tiene familiares que pertenecen al sector banquero del país, por la familia de Jaime Acosta Velasco.

## Vida política
Fue uno de los fundadores del partido indigenista Pachakutik en 1995.
Fue elegido como asambleísta nacional en 2007, por el partido de gobierno, Movimiento PAIS. Al ser el asambleísta con la mayor votación, fue elegido presidente de la Asamblea Nacional Constituyente.
Ha dictado conferencias en varios países, explicando la Constitución que defiende la naturaleza. (Esa posición fue justamente la que causó los primeros roces con el régimen al que servía).
Proclamó la necesidad del diálogo y el consenso. Esa característica fue, precisamente, la que terminó por marginarlo de la Presidencia de la Asamblea, a mediados de 2008: se cumplía el plazo para terminar de escribir ese texto, y Acosta seguía empujando diálogos con distintos sectores sociales para completar el texto. Al final de cuentas, mucho del contenido constitucional final fue escrito en la sede del gobierno, el Palacio de Carondelet, cuando él dio un paso a un costado.
El 24 de junio de 2008 presentó su renuncia irrevocable a la Presidencia de la Asamblea, ante presiones del gobierno y del buró político del Movimiento PAIS, y por diferencias en ciertos temas con el gobierno de Rafael Correa. Algunos temas mencionados fueron: la extensión del período de sesiones de la Asamblea más allá del tiempo para la que fue convocada; la concesión de la amnistía al expresidente Gustavo Noboa (elegido como Vicepresidente junto a Jamil Mahuad por el partido demócrata cristiano); la posibilidad de que las comunidades afectadas puedan participar en el proceso de concesión de los recursos mineros y petroleros, y en general, la conducción democrática del proceso de elaboración de la nueva Constitución del Ecuador.

## Obras
- Posdesarrollo. Contexto, contradicciones, futuros junto con Pascual García Macías, eds. (Abya-Yala, 2021.  ISBN 9789942097453)
- El Buen Vivir. Sumak Kawsay, una oportunidad para imaginar otros mundo (Icaria editorial, Barcelona, 2013.  ISBN 9788498884753)
- Un Estado, muchos pueblos. La construcción de la plurinacionalidad en Bolivia y Ecuador (Icaria editorial, Barcelona, 2012.  ISBN 9788498884159).
- Colonialismos del siglo XXI. Negocios extractivos y defensa del territorio en América junto con Eduardo Gudynas, François Houtart, Henry Ramírez Soler, Joan Martínez Alier y Luis Macas (Icaria editorial, Barcelona, 2011.  ISBN 788498883435).